# Распутина, Валерианна Александровна
Валерианна Александровна Распутина (до 2022 — Алина Голованова; род. 15 июля 2003, Омск) — российская волейболистка, диагональная нападающая.

## Биография
Алина Голованова родилась в Омске и в 9-летнем возрасте начала заниматься волейболом в местной СДЮСШОР № 4 у тренера Н.В.Килуниной. В 2019 году переехала в Красноярский край, была принята в Дивногорский колледж-интернат олимпийского резерва, где продолжила занятия волейболом под руководством тренера Е.Г.Бабошиной.
В 2021 году заключила контракт с ВК «Енисей» и с того же года выступала за фарм-команду клуба, в 2022 выиграв в его составе «серебро» Кубка Молодёжной лиги. В апреле 2022 провела свои первые матчи за «Енисей» в суперлиге чемпионата России. В том же году сменила имя и фамилию, став Валерианной Распутиной. С 2023 выступает за основной состав ВК «Енисей».   

### Клубная карьера
- 2021—2024 —  «Енисей»-2 (Красноярск) — молодёжная лига;
- с 2022 —  «Енисей» (Красноярск) — суперлига.

## Достижения
- серебряный призёр розыгрыша Кубка Сибири и Дальнего Востока 2024.
- серебряный призёр Кубка Молодёжной лиги 2022.